# Gouvernement Bratušek
République de Slovénie
Janša II Cerar
Le gouvernement Bratušek (11. vlada Republike Slovenije) est le gouvernement de la république de Slovénie entre le 20 mars 2013 et le 18 septembre 2014, pendant la 6e législature de l'Assemblée nationale.
Il est dirigé par la sociale-libérale Alenka Bratušek, dont le parti est arrivé en tête des élections de 2011 mais maintenu initialement dans l'opposition. Il repose sur une coalition de quatre partis, deux centristes et deux de centre gauche. Il succède au gouvernement de centre droit de Janez Janša, renversé par une motion de censure, et cède le pouvoir au gouvernement de centre gauche de Miro Cerar après la victoire de ce dernier aux élections législatives anticipées.

## Coalition et historique
Dirigé par la nouvelle présidente du gouvernement sociale-libérale Alenka Bratušek, ce gouvernement est constitué et soutenu par une coalition entre Slovénie positive (PS), les Sociaux-démocrates (SD), la Liste civique (DL) et le Parti démocrate des retraités slovènes (DeSUS). Ensemble, ils disposent de 49 députés sur 90, soit 54,4 % des sièges de l'Assemblée nationale.
Il est formé à la suite de l'adoption d'une motion de censure contre Janez Janša, au pouvoir depuis février 2012.
Il succède donc au gouvernement Janša II, constitué et soutenu initialement par une coalition entre le Parti démocratique slovène (SDS), la DL, le DeSUS, le Parti populaire slovène (SLS) et la Nouvelle Slovénie (NSi). 

### Formation
À partir du mois de janvier 2013, les partis DL, DeSUS et SLS abandonnent la majorité parlementaire en raison de la mise en cause de Janez Janša par la Commission nationale de lutte contre la corruption. Principal parti d'opposition, PS dépose une motion de censure constructive, qui reçoit le soutien des SD, ainsi que de DL et du DeSUS. Trois députés du SLS votent également en sa faveur, permettant son adoption le 27 février 2013 par 55 voix pour, 33 contre et une abstention. Cela entraîne automatiquement l'élection d'Alenka Bratušek — récemment devenue présidente de Slovénie positive en remplacement de Zoran Janković, également mis en cause pour corruption — à la présidence du gouvernement.
Trois semaines plus tard, le 20 mars, l'Assemblée nationale vote la confiance au nouvel exécutif, constitué d'une coalition de quatre partis et dont la priorité sera d'assouplir les mesures d'austérité budgétaire décidées par le cabinet Janša. Le soutien des parlementaires est acquis par 52 voix favorables, 35 défavorables et une abstention, soit trois suffrages de plus que le total des partis désormais au pouvoir.

### Succession
Lors du congrès de Slovénie positive, à la fin du mois d'avril 2014, la candidature d'Alenka Bratušek pour la présidence est repoussée, au profit de celle de Zoran Janković. Elle rencontre quelques jours plus tard le président de la République Borut Pahor et annonce son intention de remettre sa démission et d'obtenir la convocation d'élections législatives anticipées.
Elle remet effectivement sa démission le 5 mai suivant, et confirme son objectif de voir l'Assemblée dissoute. Ayant fondé son propre parti, l'Alliance d'Alenka Bratušek (ZAB), elle obtient gain de cause le 1er juin, lorsque le chef de l'État décide de convoquer des élections législatives le 13 juillet suivant. Le scrutin voit la victoire du Parti de Miro Cerar (SMC), dont le chef de file forme un gouvernement de coalition avec le DeSUS et les SD le 13 septembre.

## Composition

### Initiale (20 mars 2013)
| Fonction                                                                              | Titulaire | Titulaire                                                       | Parti |
| ------------------------------------------------------------------------------------- | --------- | --------------------------------------------------------------- | ----- |
| Présidente du gouvernement                                                            |           | Alenka Bratušek                                                 | PS    |
| Vice-président du gouvernement Ministre de l'Agriculture et de l'Environnement        |           | Dejan Židan                                                     | SD    |
| Vice-président du gouvernement Ministre de l'Intérieur                                |           | Gregor Virant                                                   | DL    |
| Vice-président du gouvernement Ministre des Affaires étrangères                       |           | Karl Erjavec                                                    | DeSUS |
| Ministre des Finances                                                                 |           | Uroš Čufer                                                      | PS    |
| Ministre de la Justice                                                                |           | Senko Pličanič                                                  | DL    |
| Ministre de la Défense                                                                |           | Roman Jakič                                                     | PS    |
| Ministre du Travail, de la Famille, des Affaires sociales et de l'Égalité des chances |           | Anja Kopač Mrak                                                 | SD    |
| Ministre du Développement économique et de la Technologie                             |           | Stanko Stepišnik (jusqu'au 21/11/2013) Uroš Čufer (par intérim) | PS    |
| Ministre des Infrastructures et de l'Aménagement du territoire                        |           | Igor Maher                                                      | DL    |
| Ministre de l'Éducation, de la Science et des Sports                                  |           | Jernej Pikalo                                                   | SD    |
| Ministre de la Santé                                                                  |           | Tomaž Gantar (jusqu'au 25/11/2013) Karl Erjavec (par intérim)   | DeSUS |
| Ministre de la Culture                                                                |           | Uroš Grilc                                                      | PS    |
| Ministre sans portefeuille Chargé des Slovènes de l'étranger                          |           | Tina Komel                                                      | PS    |

### Remaniement du 24 février 2014
- Les nouveaux ministres sont indiqués en gras, ceux ayant changé d'attributions en italique.

| Fonction                                                                              | Titulaire | Titulaire         | Parti |
| ------------------------------------------------------------------------------------- | --------- | ----------------- | ----- |
| Présidente du gouvernement                                                            |           | Alenka Bratušek   | PS    |
| Vice-président du gouvernement Ministre de l'Agriculture et de l'Environnement        |           | Dejan Židan       | SD    |
| Vice-président du gouvernement Ministre de l'Intérieur                                |           | Gregor Virant     | DL    |
| Vice-président du gouvernement Ministre des Affaires étrangères                       |           | Karl Erjavec      | DeSUS |
| Ministre des Finances                                                                 |           | Uroš Čufer        | PS    |
| Ministre de la Justice                                                                |           | Senko Pličanič    | DL    |
| Ministre de la Défense                                                                |           | Roman Jakič       | PS    |
| Ministre du Travail, de la Famille, des Affaires sociales et de l'Égalité des chances |           | Anja Kopač Mrak   | SD    |
| Ministre du Développement économique et de la Technologie                             |           | Metod Dragonja    | PS    |
| Ministre des Infrastructures et de l'Aménagement du territoire                        |           | Igor Maher        | DL    |
| Ministre de l'Éducation, de la Science et des Sports                                  |           | Jernej Pikalo     | SD    |
| Ministre de la Santé                                                                  |           | Alenka Trop Skaza | PS    |
| Ministre de la Culture                                                                |           | Uroš Grilc        | PS    |
| Ministre sans portefeuille Chargé des Slovènes de l'étranger                          |           | Gorazd Žmavc      | DeSUS |